# Вељко Ускоковић
Вељко Ускоковић (Цетиње, 29. март 1971) је бивши југословенски и црногорски ватерполиста. Ускоковић је са репрезентацијом Југославије освојио бронзану медаљу на Олимпијским играма 2000. у Сиднеју. Са ВК Бечеј био је првак Европе 2000. године.
Тренутно игра у ВК Будванска ривијера из Будве и као члан Ватерполо репрезентације Црне Горе учествовао је на Летњим олимпијским играма 2008. у Пекингу.